# Бак Тауншип (округ Лузерн, Пенсільванія)
Бак Тауншип (англ. Buck Township) — селище (англ. township) в США, в окрузі Лузерн штату Пенсільванія. Населення — 379 осіб (2020).

## Демографія
Згідно з переписом 2010 року, у селищі мешкало 435 осіб у 178 домогосподарствах у складі 120 родин. Було 259 помешкань
Расовий склад населення:
| - 97,0 % — білих - 1,6 % — чорних або афроамериканців - 0,7 % — азіатів - 0,2 % — корінних американців |

До двох чи більше рас належало 0,5 %. Частка іспаномовних становила 0,2 % від усіх жителів.
За віковим діапазоном населення розподілялося таким чином: 17,0 % — особи молодші 18 років, 68,1 % — особи у віці 18—64 років, 14,9 % — особи у віці 65 років та старші. Медіана віку мешканця становила 45,7 року. На 100 осіб жіночої статі у селищі припадало 111,2 чоловіків;  на 100 жінок у віці від 18 років та старших — 113,6 чоловіків також старших 18 років.
Середній дохід на одне домашнє господарство  становив 62 070 доларів США (медіана — 51 071), а середній дохід на одну сім'ю — 79 685 доларів (медіана — 76 458). Медіана доходів становила 40 179 доларів для чоловіків та 34 375 доларів для жінок. За межею бідності перебувало 4,2 % осіб, у тому числі 7,4 % дітей у віці до 18 років та 3,3 % осіб у віці 65 років та старших.
Цивільне працевлаштоване населення становило 198 осіб. Основні галузі зайнятості: освіта, охорона здоров'я та соціальна допомога — 16,7 %, мистецтво, розваги та відпочинок — 15,2 %, виробництво — 14,6 %.